# I musicanti di Brema

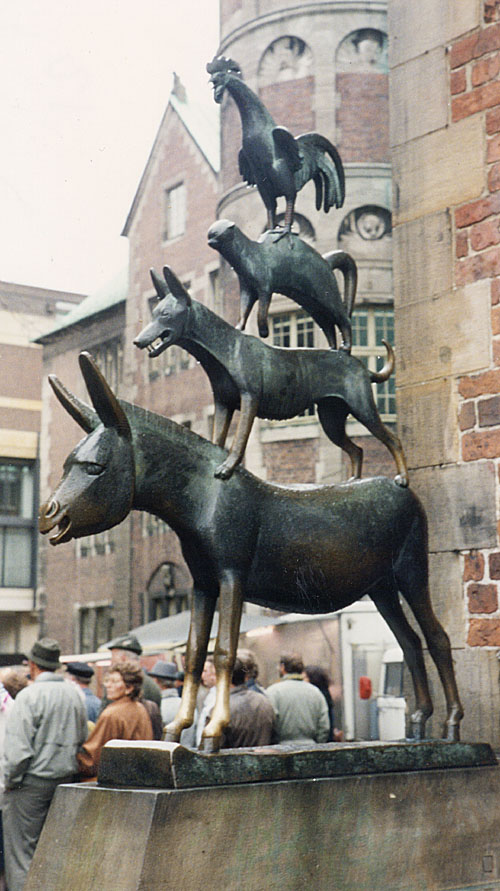
Una statua di bronzo, situata a Brema, raffigurante i protagonisti della fiaba.

I musicanti di Brema (in tedesco Die Bremer Stadtmusikanten) è una favola pubblicata dai fratelli Grimm nel 1819, nella seconda edizione della loro raccolta Le fiabe del focolare.

## Trama
Un asino, un cane, un gatto e un gallo, vissuti in quattro diverse fattorie, sono stati sempre trattati male dai loro padroni, i quali, una volta invecchiati, vorrebbero sbarazzarsi di loro. Ognuno di loro, allora, decide di abbandonare il proprio territorio e fuggire. Dopo essersi incontrati, decidono di andare insieme a Brema, in Germania, per vivere senza padroni e provare a diventare musicisti nella banda della città.
Sulla strada per Brema i quattro animali, stanchi ed affamati per il lungo cammino, scorgono una casa illuminata, vi guardano dentro, vedono dei briganti seduti a una tavola riccamente imbandita e decidono di mandarli in fuga per poter avere del cibo: dopo essersi posizionati l'uno sopra la schiena dell'altro, intonano uno strano concerto emettendo i propri versi, producendo un rumore assordante. I briganti, non capendo da dove provenga quel trambusto, pensano che la loro casa sia infestata da fantasmi e fuggono via spaventati. Gli animali allora entrano, si rifocillano con il cibo lasciato dai briganti e decidono di fermarsi lì a dormire per la notte.
Durante la notte i briganti, non sentendo più rumori, decidono di mandare uno di loro a controllare la situazione nella casa. Non essendoci luce, il volontario va in cucina per accendere una candela. Vedendo gli occhi del gatto brillare nell'oscurità, li scambia per carboni ardenti e avvicina la candela al gatto, che però gli salta addosso e gli graffia la faccia. L'uomo fa qualche passo indietro e finisce addosso al cane, che gli morde una gamba, poi l'asino gli tira un calcio e infine il gallo lo spaventa urlando da sopra il tetto.
Tornato dai suoi compagni, il brigante volontario, non avendo visto le cause di ciò che gli è accaduto a causa del buio, racconta loro di essere stato malmenato da un'orribile strega che lo avrebbe graffiato (il gatto), da un uomo che lo avrebbe pugnalato (il cane), da un mostro che lo avrebbe bastonato (l'asino) e da un giudice sopra il tetto (il gallo) che avrebbe urlato "Qui il ladro!". A sentire un simile racconto, i briganti decidono di non tornare più alla loro casa; i quattro animali rinunciano quindi ad andare a Brema e rimangono a vivere felici nella casa nel bosco per il resto della loro vita.

## Adattamenti
- I musicanti di Brema, cortometraggio d'animazione Disney del 1922.
- I musicanti di Brema, film d'animazione sovietico del 1969.
- La banda del rock - I musicanti di Brema, film d'animazione del 1997.
- I musicanti, commedia musicale di Sergio Bardotti e Luis Bacalov.
- I musicanti di Brema, brano musicale dall'album Ballate per uomini e bestie di Vinicio Capossela del 2019.